# Johann Samuel Friedrich von Boehmer
Johann Samuel Friedrich von Boehmer (ur. 19 października 1704 w Halle (Saale); zm. 20 maja 1772 we Frankfurcie nad Odrą) – niemiecki prawnik i uczony, kryminolog, profesor Uniwersytetu w Halle (Saale) i Uniwersytetu Viadrina we Frankfurcie nad Odrą.
W 1720 w wieku 16 lat rozpoczął studia prawnicze na Uniwersytecie w Halle. W 1725 uzyskał stopień doktora obojga praw (doctor iuris utriusque). Od 1726 profesor Uniwersytetu w Halle. W późniejszych latach uznany profesor na Wydziale Prawa Uniwersytetu Viadrina we Frankfurcie nad Odrą, trzykrotny rektor uczelni w latach 1750, 1759, 1769.
Rodzina
- ojciec: Justus Henning Boehmer (1674–1749),
- matka: Eleonore Rosine Stützing (1679–1739),
- żona: Catharina Charlotte Stahl (1717–1784).

## Dzieła
- Elementa jurisprudentiae criminalis, Halle 1733.
- Observationes selectae ad Bened. Carpzovii Practicam novam rerum criminalium Imperialem Saxonicam, Frankfurt/Oder 1759.
- Meditationes in Constitutionem Criminalen Carolinam, Magdeburg 1770.